# Andropolis
Andropolis (łac. Dioecesis Andropolitanus) – stolica historycznej diecezji w Cesarstwie Rzymskim (prowincja Aegyptus), współcześnie w Egipcie. Od 1933 katolickie biskupstwo tytularne.

## Biskupi tytularni
| Lp. | Biskup                         | Funkcja                                                       | Od              | Do                |
| --- | ------------------------------ | ------------------------------------------------------------- | --------------- | ----------------- |
| 1   | Henri Joseph Marius Piérard AA | wikariusz apostolski Beni (Kongo Belgijskie)                  | 14 czerwca 1938 | 10 listopada 1959 |
| 2   | Thomas Maloney                 | biskup pomocniczy Providence (USA)                            | 2 stycznia 1960 | 10 września 1962  |
| 3   | Enrique Bolaños Quesada        | biskup pomocniczy Alajueli (Kostaryka)                        | 6 grudnia 1962  | 6 marca 1970      |
| 4   | Youhanna Golta                 | biskup kurialny koptyjskiego patriarchatu Aleksandrii (Egipt) | 27 lipca 1986   | 15 lutego 2022    |